# Базир В'ячеслав Петрович
В'ячеслав Петрович Базир (народився у селі Велика Димерка Броварського району Київської області) — український співак (баритон), соліст Національної опери України.

## Життєпис
Навчався у Великодимерській середній школі.
Співав у клубному вокально-інструментальному ансамблі, самотужки опановував клавішні інструменти. Виступав на дискотеках, святах, весіллях.
Перед армією вивчився в автошколі на водія-електромеханіка. Служив у Кубинці, що під Москвою, водієм майора-співака місцевого Будинку офіцерів М. П. Дриги, українця за походженням. Став солістом, співав патріотичні та українські й російські народні пісні. Самотужки оволодів сольфеджіо.
Після армії навчався в училищі ім. Р. Глієра (педагог — Іван Гнатович Поливода). Після другого курсу вступив до Київської державної консерваторії ім. П. І. Чайковського, навчався в класі народної артистки СРСР, професора Діани Петриненко, закінчив у 1995.

## Творчість
У віці 23 роки він був включений до стажерської групи Національної опери України. З 1992 — соліст. Вперше вийшов на сцену у ролі Валентина в опері Гуно «Фауст».
Партії:
- Остап («Тарас Бульба» М. Лисенка),
- Султан («Запорожець за Дунаєм» С. Гулака-Артемовського),
- Омар-паша («Купало» А. Вахнянина),
- Генріх І («Анна Ярославна, королева Франції» А. Рудницького),
- Князь Ігор в однойменній опері О. Бородіна,
- Єлецький («Пікова дама» П. Чайковського),
- Циган («Сорочинський ярмарок» М. Мусоргського),
- Валентин («Фауст» Ш. Гуно),
- маркіз д'Обіньї, граф Монтероне («Травіата», «Ріголетто» Дж. Верді),
- Марсель, Ямадорі («Богема», «Мадам Баттерфлай» Дж. Пуччіні),
- Раєвський, Бертьє, Леандр («Війна і мир», «Любов до трьох апельсинів» С. Прокоф'єва),
- Прикажчик («Катерина Ізмайлова» Д. Шостаковича),
- Ескамільо («Кармен» Ж. Бізе),
- Цар Салтан («Казка про царя Салтана» М. Римського-Корсакова),
- Щелкалов, Рангоні («Борис Годунов» М. Мусоргського),
- Сер Амантіо («Джанні Скіккі» Дж. Пуччіні) та інші.

Має записи на телебаченні:
- опера «Запорожець за Дунаєм» С. Гулака-Артемовського (Султан),
- «Пікова дама» П. Чайковського (Єлецький),
- «Анна Ярославна, королева Франції» А. Рудницького (Генріх І).

Гастролював в Угорщині, Польщі, Франції, Данії, Німеччині, Швейцарії та інших країнах.